# Sophie Eleonore Friederike von Schleswig-Holstein-Sonderburg-Augustenburg
Prinzessin Sophie Eleonore Friederike von Schleswig-Holstein-Sonderburg-Augustenburg (geb. Scheel) (* 26. Dezember 1778 in Pinneberg; † 18. Dezember 1836 in Leipzig) war eine dänisch-deutsche Miniaturmalerin.

## Leben

### Familie
Sophie Eleonore Friederike von Schleswig-Holstein-Sonderburg-Augustenburg war die Tochter des dänischen Staatsministers Jürgen Erich Scheel und dessen Ehefrau Anne Dorothea (geb. von Ahlefeldt) (* 11. November 1743; † 25. April 1805); sie hatte noch zwölf Geschwister. Ihr Urgroßvater mütterlicherseits war der Diplomat Hans Heinrich von Ahlefeldt.
Sie war seit dem 29. September 1801 mit Friedrich Carl Emil von Schleswig-Holstein-Sonderburg-Augustenburg (* 8. März 1767 im Schloss Augustenburg; † 14. Juni 1841 in Leipzig), Sohn des Herzogs Friedrich Christian I., verheiratet; von ihren Kindern sind namentlich bekannt:
- Friedrich August Emil von Schleswig-Holstein-Sonderburg-Augustenburg (* 3. Februar 1802 in Leipzig; † 31. Januar 1843 in Kopenhagen), dänischer Rittmeister[6];
- Charlotte Luise Dorothea Josephine von Schleswig-Holstein-Sonderburg-Augustenburg (* 24. Januar 1803 in Hamburg; † 8. Februar 1880 in Dresden);
- Pauline Viktoria Anna Wilhelmine von Schleswig-Holstein-Sonderburg-Augustenburg (* 9. Februar 1804 in Leipzig; † 10. Oktober 1887 in Dresden);
- Georg Erik von Schleswig-Holstein-Sonderburg-Augustenburg (* 14. März 1805 in Leipzig; † Juli 1849 in Lauban), preußischer Leutnant;
- August Konstantin Alexander von Schleswig-Holstein-Sonderburg-Augustenburg (* 14. März 1805 in Leipzig; † 12. Januar 1807 ebenda);
- Julius Alexander von Schleswig-Holstein-Sonderburg-Augustenburg (* 7. Juni 1807 in Leipzig; † 7. August 1807 ebenda);
- Heinrich Carl Waldemar von Schleswig-Holstein-Sonderburg-Augustenburg (* 13. Oktober 1810 in Leipzig; † 20. Januar 1871 in Mainz);
- Amalie Eleonore Sophie Karoline von Schleswig-Holstein-Sonderburg-Augustenburg (* 9. Januar 1813 in Leipzig; † 19. September 1870 in Dresden);
- Sophie Bertha Clementine Auguste von Schleswig-Holstein-Sonderburg-Augustenburg (* 30. Januar 1815 in Leipzig; † 11. April 1861 in Dresden).

Sie wurde, gemeinsam mit ihrem Ehemann, in der Ratsgruft auf dem Alten Johannisfriedhof in Leipzig beigesetzt.

### Werdegang
Sophie Eleonore Friederike Scheel wurde Hofdame der Herzogin Louise Auguste von Dänemark auf Schloss Augustenburg. Dort lernte sie deren Schwager Friedrich Carl Emil von Schleswig-Holstein-Sonderburg-Augustenburg, der auch Chef der Königlichen Leibgarde in Kopenhagen war, kennen und verliebte sich in ihn. Aufgrund ihrer bürgerlichen Herkunft missfiel die Verbindung der herzoglichen Familie, worauf sie vom Hof entfernt wurde.
Wenige Monate vor der Geburt ihres ersten Kindes heirateten sie in Leipzig, wo sie sich niedergelassen hatten, weil ihr Ehemann die Stadt bereits aufgrund seines Studiums kannte. Nachdem ihr Ehemann 1805 seinen Abschied vom Militärdienst genommen hatte, lebten sie in Leipzig in bescheidenen Verhältnissen.
Sophie Eleonore Friederike von Schleswig-Holstein-Sonderburg-Augustenburg betätigte sich als Miniaturmalerin. Bekannt ist ihr Porträt des Offiziers der Befreiungskriege, Ferdinand von Schill, das sich ehemals im Körner-Museum der Stadt Dresden befunden hatte und sich heute im Stadtmuseum Dresden befindet.